# 学生同盟
学生同盟（德語：Burschenschaft，[ˈbʊʁʃn̩ʃaft]；有時写作Burschenschaft，行話中縮寫為B!；複數：B!B!）是德國、奧地利和智利的傳統学生会（Studentenverbindungen）之一（後者由於德國文化影響）。学生同盟成立於19世紀，是受自由主義和民族主義思想啟發的大學生協會。他們積極參與了三月革命和德意志統一。1871年德意志帝國成立後，学生同盟面臨危機，因為它們的主要政治目標已經實現。建立了所謂的改革兄弟會，但在1935/6年被納粹政權解散。在西德，学生同盟在1950年代重新成立，但在1960年代和1970年代面臨新的危機，因為那個時期德國學生運動的主流政治前景轉向激進左翼。今天在德國、奧地利和智利大約有160個学生同盟。